# Kunapipi Mons
Il Kunapipi Mons è una struttura geologica della superficie di Venere. È così denominata in onore della dea madre aborigena australiana Kunapipi.